# Huta-Tkaciova, Ripkî
Huta-Tkaciova (în ucraineană Гута-Ткачова) este un sat în comuna Hornostaiivka din raionul Ripkî, regiunea Cernihiv, Ucraina.

## Demografie
Componența lingvistică a localității Huta-Tkaciova
     Ucraineană (98,18%)
     Rusă (1,82%)
Conform recensământului din 2001, majoritatea populației localității Huta-Tkaciova era vorbitoare de ucraineană (98,18%), existând în minoritate și vorbitori de rusă (1,82%).